# Torsten Torstensson
Torsten Torstensson, född 19 juli 1947, friidrottare främst 400 meter häck. Tävlade för KA2 IF och Västerås IK.
Torstensson hade svenska rekordet på 400 m häck 1970 till 1974. Han vann SM-guld på sträckan fyra gånger. Han blev Stor Grabb nummer 279.

## Karriär
1968 vann Torstensson SM-guld på stafett 4x400 m. Han upprepade detta åren 1969 och 1970 då han även vann guld i SM på 400 m häck.
1971 deltog han vid EM i Helsingfors på 400 m häck, men gick inte vidare.
1972 vann han åter SM-guld på 400 m häck. 
Vid SM 1973 vann han guld både på 400 m häck och 4x400 m stafett.